# Sven Karlsson (konstnär)
Karl Sven Alfons Karlsson, född 21 juni 1948 på ön Klädesholmen i Bohuslän, är en svensk konstnär och tecknare som tidigare använde konstnärsnamnet K. Sven A. Karlsson.
Karlsson har studerat vid Målarskolan Forum i Malmö 1972–1973 och vid Gerlesborgsskolan i Bohuslän 1974–1976. Han är bosatt i Tranås och har sina verk representerade i ett antal landsting och kommuner samt hos Sveriges Allmänna Konstförening. 
Karlssons verk finns som offentliga utsmyckningar på exempelvis Dalabergs vårdcentral, Uddevalla, Höglandssjukhusets Nässjökliniker, Länssjukhuset Ryhov i Jönköping och bostadsområdet Råslätt i samma stad samt likaså i Holavedsskolan i Tranås. Vidare kan nämnas Tändsticksgympa, sex väggmålningar i bostadsområdet Peru, HSB Jönköping och Till havs, huvudridå till Konserthuset Aneby.